# Phloeostichus denticollis
Phloeostichus denticollis is een keversoort uit de familie Phloeostichidae. De wetenschappelijke naam van de soort is voor het eerst geldig gepubliceerd in 1842 door Redtenbacher.